# 迈氏外旗鳚
邁氏外旗鳚（學名：Ekemblemaria myersi），為輻鰭魚綱鳚形目煙管鳚科雙角鳚屬的一種，種名是為了紀念史丹佛大學的魚類學家喬治·S·邁爾斯（1905年－1985年），分布於中東太平洋墨西哥加利福尼亞灣至哥倫比亞海域，深度1至4公尺，本魚體延長，頭短鈍，鼻子和眼睛下方的骨頭凹陷且粗糙，沒有刺或骨脊，眼睛上方有1個掌狀觸鬚，口腔頂部兩側各有一排牙齒，背鰭硬棘19-21枚、背鰭軟條19-21枚，背鰭硬刺與軟調部之間無凹口，臀鰭硬棘2枚、臀鰭軟條24-27枚，體色從棕褐色到深棕色不等，身體有10-12條寬的深棕色條紋，條紋間隙較窄且呈淺色，鰓蓋上有一個大的棕色眼斑，背鰭顏色與體色相同，有斜淡線及斑點線，背鰭、尾鰭和臀鰭後部的遠端部分清晰，體長可達7公分，棲息在沿海海草生長的沙底質且有岩石露頭的水域，通常躲在蠕蟲空巢穴，以小型無脊椎動物為食，雌魚產附著性卵，由雄魚守護魚卵，生活習性不明。